# Якопо Салвиати
Якопо Салвиати (на италиански: Jacopo Salviati; 15 септември 1461 във Флоренция – 6 септември 1533) от фамилията Салвиати, е италиански търговец и политик, посланик на Република Флоренция.

## Произход
Син е на Джовани Салвиати и на Елена (или Мадалена) Гонди Буонделмонти (1437 – 1503).

## Брак и потомство
Якопо Салвиати се жени на 10 септември 1486 г. за Лукреция де Медичи (1470 – 1553), дъщеря на Лоренцо Великолепи, владетел на Флоренция, и сестра на папа Лъв X. С женитбата му фамилията се свързва с рода Медичи. Двамата имат 11 деца, някои от които заемат важни позиции или са родители на водещи фигури в историята на Италианския ренесанс:
- Джовани Салвиати (* 24 март 1490, Флоренция; † 28 октомври 1553, Равена),  флорентийски дипломат и кардинал на Римокатолическата църква (от 1517 г.) , епископ на Италия, на Фермо (1518 – 1520) и на Ферара (1520 – 1550).
- Лоренцо Салвиати (* 1492, † 1539), сенатор и меценат, ∞ за Констанца Конти;
- Пиеро Салвиати (неизв.), патриций;
- Елена Салвиати (* 1495 † 1552), ∞ 1. за Палавичино Палавичино, маркиз на Бусето 2. за Якопо V Апиано (* 1480, Пьомбино, † 20 октомври 1545, пак там), господар на Пьомбино (1510 – 1545), пфалцграф, от когото има 3 сина;
- Катерина Салвиати (неизв.), ∞ 1511 за флорентинския историк Филипо Нерли
- Батиста Салвиати (* 1498 † 1524), ∞ за Констанца де Барди;
- Мария Ромола Салвиати (* 17 юли 1499, Флоренция; † 12 декември 1543, Вила ди Кастело), ∞ 15 ноември 1516 за Лудовико ди Джовани де Медичи, нар. Джовани дале Банде Нере (* 6 април 1498, Форли; † 30 ноември 1526, Мантуа), кондотиер, от когото има първия велик херцог на Тоскана, Козимо I де Медичи;
- Луиза Салвиати (неизв.), ∞ за Сиджизмондо II де Луна Монкада († 1530), граф на Калтабелота, от когото има 3 сина;
- Франческа Салвиати (* 22 август 1508, Флоренция; † неизв.), ∞ 1. за Пиеро Гуалтероти, от когото има 1 дъщеря 2. 1533 за Отавиано де Медичи (* 1484 † 1546), патриций на Флоренция, от когото има син Алесандро, бъдещ папа Лъв XI;
- Бернардо Салвиати (* 17 февруари 1508, Флоренция; † 6 май 1568, Рим), кондотиер, кардинал (от 1561);
- Аламано Салвиати (* 1510, † 1571), патриций, ∞ за Констанца Серистори.